# Rockstar (Dolly Parton)
Rockstar is het negenenveertigste solostudioalbum van de Amerikaanse singer-songwriter Dolly Parton. 
Het werd op 17 november 2023 uitgebracht door Butterfly Records en Big Machine Records als dubbel-cd, vier lp's en via verschillende streamingplatforms. Het album is een samenwerkingsproject met een verscheidenheid aan rockmuzikanten, waarbij Parton verschillende rocknummers covert als duet samen met de oorspronkelijke artiest. Het is niet het eerste coveralbum van Parton, zo heeft ze eerder albums met covers van popnummers (The Great Pretender, 1984) en gospelmuziek (Precious Memories, 1999) uitgebracht. Het album markeert Partons eerste albumlange uitstapje van country naar rock. Daarnaast staan er een aantal speciaal voor dit album geschreven rocknummers op, geschreven door Parton samen met haar vaste producent Kent Wells.

## Achtergrond
In 2022 werd Parton genomineerd voor de Rock and Roll Hall of Fame. Ze weigerde aanvankelijk voor deze eer omdat ze zichzelf uitsluitend als country-artiest zag en niet als rockmuzikant. Als reactie op de nominatie besloot ze een album met rockcovers op te nemen met een groot aantal muzikale gasten uit dat genre om haar opname in de Hall of Fame te rechtvaardigen. 
De eerste single van het album, "World on Fire", werd uitgebracht op 11 mei 2023. Later in 2023 volgden achtereenvolgens de singles "Magic Man" met Heart-zangeres Ann Wilson, "Bygones" met Rob Halford van Judas Priest en Nikki Sixx en John 5 van Mötley Crüe, "We Are the Champions"/"We Will Rock You", "Let It Be" met de nog levende Beatles Paul McCartney en Ringo Starr, en "What's Up?" met 4 Non Blondes-zangeres Linda Perry. Ten slotte werd het nummer "Wrecking Ball" als duet met haar peetdochter Miley Cyrus uitgebracht.
Het album kreeg over het algemeen positieve recensies van critici en kwam binnen op nummer drie in de Billboard 200, waarmee het Partons meest succesvolle solostudioalbum in de Amerikaanse hitlijst werd. Het haalde ook de eerste plaats in de Amerikaanse Country en Rock-hitlijsten. Het album haalde ook de top 40 in de albumlijsten van Australië, Canada, Denemarken, Duitsland, Kroatië, Nederland, Nieuw-Zeeland, het Verenigd Koninkrijk en Zwitserland.

## Tracklijst
| 1.                  | Rockstar                                 | Dolly Parton                                     | Richie Sambora                                              | 4:36  |
| 2.                  | World on Fire                            | Dolly Parton                                     |                                                             | 4:21  |
| 3.                  | Every Breath You Take                    | Sting                                            | Sting                                                       | 4:22  |
| 4.                  | Open Arms                                | Jonathan Cain, Steve Perry                       | Steve Perry                                                 | 3:16  |
| 5.                  | Magic Man (Carl version)                 | Ann Wilson, Nancy Wilson                         | Ann Wilson, Howard Leese                                    | 5:02  |
| 6.                  | Long As I Can See the Light              | John Fogerty                                     | John Fogerty                                                | 4:11  |
| 7.                  | Either Or                                | Dolly Parton, Kent Wells                         | Kid Rock                                                    | 4:20  |
| 8.                  | I Want You Back                          | Dolly Parton, Kent Wells                         | Steven Tyler, Warren Haynes                                 | 5:03  |
| 9.                  | What Has Rock and Roll Ever Done for You | Jennifer Condos, Kevin Dukes, Stevie Nicks       | Stevie Nicks, Waddy Wachtel                                 | 5:01  |
| 10.                 | Purple Rain                              | Prince                                           |                                                             | 7:51  |
| 11.                 | Baby, I Love Your Way                    | Peter Frampton                                   | Peter Frampton                                              | 4:58  |
| 12.                 | I Hate Myself for Loving You             | Desmond Child, Joan Jett                         | Joan Jett and the Blackhearts                               | 4:07  |
| 13.                 | Night Moves                              | Bob Seger                                        | Chris Stapleton                                             | 5:39  |
| 14.                 | Wrecking Ball                            | Gottwald, Kim, McDonald, Moccio, Skarbek, Walter | Miley Cyrus                                                 | 3:55  |
| 15.                 | (I Can't Get No) Satisfaction            | Mick Jagger, Keith Richards                      | Pink, Brandi Carlile                                        | 3:53  |
| 16.                 | Keep On Loving You                       | Kevin Cronin                                     | Kevin Cronin                                                | 3:26  |
| 17.                 | Heart of Glass                           | Debbie Harry, Chris Stein                        | Debbie Harry                                                | 3:41  |
| 18.                 | Don't Let the Sun Go Down on Me          | Elton John, Bernie Taupin                        | Elton John                                                  | 5:42  |
| 19.                 | Tried to Rock and Roll Me                | Dolly Parton, Kent Wells                         | Melissa Etheridge                                           | 3:49  |
| 20.                 | Stairway to Heaven                       | Jimmy Page, Robert Plant                         | Lizzo                                                       | 7:48  |
| 21.                 | We Are the Champions / We Will Rock You  | Freddie Mercury/Brian May                        |                                                             | 3:51  |
| 22.                 | Bygones                                  | Dolly Parton, Kent Wells                         | Rob Halford, Nikki Sixx, John 5                             | 3:59  |
| 23.                 | My Blue Tears                            | Dolly Parton                                     | Simon le Bon                                                | 4:03  |
| 24.                 | What's Up?                               | Linda Perry                                      | Linda Perry                                                 | 4:38  |
| 25.                 | You're No Good                           | Clint Ballard, Jr.                               | Emmylou Harris, Sheryl Crow                                 | 3:14  |
| 26.                 | Heartbreaker                             | Geoff Gill, Cliff Wade                           | Pat Benatar, Neil Giraldo                                   | 3:39  |
| 27.                 | Bittersweet                              | Dolly Parton                                     | Michael McDonald                                            | 4:03  |
| 28.                 | I Dreamed About Elvis                    | Dolly Parton                                     | Ronnie McDowell, The Jordanaires                            | 3:38  |
| 29.                 | Let It Be                                | John Lennon, Paul McCartney                      | Paul McCartney, Ringo Starr, Peter Frampton, Mick Fleetwood | 4:27  |
| 30.                 | Free Bird                                | Allen Collins, Ronnie Van Zant                   | Lynyrd Skynyrd, Artimus Pyle Band                           | 10:45 |
| Totale duur: 141:18 |                                          |                                                  |                                                             |       |